# Tatikios
Tatikios (ur. ok. 1057, zm. po 1103) – bizantyjski dowódca pochodzenia tureckiego.
Został ujęty wraz z ojcem przez Jana Komnena, w trakcie jednej z jego kampanii przeciwko Turkom Seldżuckim w Anatolii. Źródła mówią o tym iż miał obcięty nos, co w Bizancjum było jedną ze zwyczajowych kar, jednak nie znamy okoliczności w jakich go utracił. Będąc w tym samym wieku co Aleksy Komnen Tatikios wychowywał się wraz z nim, by zostać jednym z jego najbardziej zaufanych dowódców i członków najbliższego otoczenia. Po raz pierwszy słyszymy o nim jako dowódcy zwiadu w trakcie kampanii przeciwko zbuntowanemu namiestnikowi Dyrrachium Bazylakesowi ok. 1078. Po koronacji Aleksego otrzymał tytuł megas primikerios. Na dworze był już wtedy primikerios, wydaje się zatem, że Aleksy stworzył tytuł "wielkiego" primikeriosa specjalnie dla niego. Podczas wojny przeciwko Normanom w 1081 Tatikios dowodził "Turkami żyjącymi wokół Ochrydy", którzy prawdopodobnie byli osiedlonymi tam Węgrami. Pomiędzy rokiem 1086 a 1095 walczył z Pieczyngami i Seldżukami dzierżącymi Niceę. Z reguły odnosił sukcesy i Anna Komnena wychwala jego umiejętności. W roku 1094 brał udział w synodzie w Blachernach i udaremnił spisek Nicefora Diogenesa, gdy jako członek cesarskiej gwardii chroniącej łaźnię, a potem namiot Aleksego, nie dopuścił by Nicefor dotarł przed jego oblicze.
Tatikios brał udział w oblężeniu Nicei przez krzyżowców i następnie na czele niewielkiego oddziału udał się wraz z ich armią w głąb Anatolii. Miał on przeprowadzić przez nią uczestników krucjaty i nadzorować wykonanie przez nich przyrzeczenia zwrotu wszystkich zajętych przez nich dawnych terytoriów bizantyjskich. Jednak w lutym 1098, już w trakcie oblężenia Antiochii, Tatikios opuścił armię krzyżowców pod pretekstem poszukiwania żywności i udał się na Cypr. Powody tej decyzji nie są jasne. Według Anny Komneny Boemund, który miał świadomość, iż w razie zdobycia Antiochii przysięga zobowiązywałaby go do przekazania miasta Bizantyjczykom, postanowił pozbyć się Tatikiosa i przekonał go, że inni wodzowie chcą go zabić, a zatem ten musi uciekać. Wysuwano także hipotezy, iż Tatikios skłócił się zarówno z Boemundem jak i Rajmundem, albo zaniechał udziału w oblężeniu w nadziei że zmniejszy to powodzenie krzyżowców. Według źródeł łacińskich Tatikios miał po prostu przerazić się nadciągającej armii tureckiej.
Aleksy nie miał do niego pretensji o opuszczenie krzyżowców, o czym świadczy fakt, iż w 1099 mianował go dowódcą floty, na czele której pokonał on w pobliżu Rodos Pizańczyków zmierzających z pomocą Boemundowi. Po 1103 Tatikios znika z kart historii. Pozostawił on po sobie potomków, którzy w XII wieku odgrywali pewną rolę wśród arystokracji Bizancjum. Tatikios był "pierwszym Turkiem, który osiągnął stanowisko wyższego dowódcy w bizantyjskiej służbie".